# Sarah Prideaux
Pour les articles homonymes, voir Prideaux.
Sarah Prideaux (Londres, 1853 - Kensington, 1933) est une femme anglaise, relieuse, professeure, historienne et autrice de livre sur la reliure et l'illustration. Avec Katharine Adams et Sybil Pye, elle est l'une des plus importantes femmes relieurs de sa génération.